# Autonome Hui Prefectuur Linxia
De autonome Hui Prefectuur Linxia is een autonome prefectuur voor Hui in het zuidwesten van de provincie Gansu, China. De prefectuur is ligt net ten zuiden van de provinciehoofdstad Lanzhou. De grens tussen Linxia en de prefectuur Gannan is onderdeel van de overgang tussen het traditioneel Tibetaanse en moslim gedeelte van China.

## Bestuurlijke indeling
De regio bestaat uit zeven arrondissementen en een stadsarrondissement is.
| Arrondissement                                              | Arrondissement                 |
| ----------------------------------------------------------- | ------------------------------ |
| Naam                                                        | Chinees                        |
| Stadsarrondissement Linxia                                  | 临夏市                         |
| Arrondissement Linxia                                       | 临夏县                         |
| Arrondissement Kangle                                       | 康乐县                         |
| Arrondissement Yongjing                                     | 永靖县                         |
| Arrondissement Guanghe                                      | 广河县                         |
| Arrondissement Hezheng                                      | 和政县                         |
| Autonoom Arrondissement Dongxiang                           | 东乡族自治县                   |
| Autonoom Bonan, Dongxiang en Salar Arrondissement Jishishan | 积石山保安族东乡族撒拉族自治县 |